# Satisficing
Le terme satisficing, ou  principe du seuil de satisfaction de l'individu est un mot-valise formé des mots satisfying (satisfaisant) et sufficing (suffisant), qu'on pourrait ainsi traduire par suffisfaisant ou satisfisant. Le mot sous ce sens apparaît en 1957 dans le discours du sociologue, économiste et psychologue Herbert Simon dans le cadre de ces recherches sur le comportement humain. Il explique ainsi que les gens sont prêts à accepter une solution « suffisamment bonne » plutôt « qu'optimale » si l'apprentissage de toutes les alternatives devait coûter du temps ou des efforts.

## Son opposé est laMaximization
Pour mettre en lumière les différences entre maximization (en) et satisficing, comparons les comportements. 

### Prise de décision
1. Le maximizer a tendance à investir son temps à évaluer toutes les options possibles avant de prendre LA meilleure solution.
2. Le satisficer cherche l'efficacité et se contente souvent d'une solution qui convient. D'ailleurs, dans les sondages, le satisficer a tendance à cocher la case "Ne sait pas", à cocher la première case qui peut correspondre (sans forcément lire les suivantes), à cocher une case au hasard pour ne pas s'éterniser, et à rédiger des phrases courtes dans les réponses. Parmi ceux qui abandonnent un questionnaire trop long, les satisficers représentent une grande majorité.

### Bilan de la décision
1. Le maximizer n'a pas toujours le temps nécessaire pour bien analyser toutes les options, ou se retrouve noyé par le nombre important de combinaisons. Par conséquent, le maximizer considère souvent que sa décision n'est pas optimale et ressent du regret, ce qui le pousse à être d'autant plus vigilant pour les prochaines décisions.
2. Par contre, le satisficer se sent bien souvent satisfait de sa décision, même quand il sait que sa décision n'est pas la plus optimale.

### Autres articles
- Psychothérapie cognitivo-comportementale
- Béhaviorisme